# Казе Педикони (Терамо)
Казе Педикони (итал. Case Pediconi) је насеље у Италији у округу Терамо, региону Абруцо.
Према процени из 2011. у насељу је живело 29 становника. Насеље се налази на надморској висини од 294 м.